# Intacto
Intacto es el primer largometraje dirigido en 2001 por Juan Carlos Fresnadillo, autor del cortometraje Esposados con el que consiguió 40 premios nacionales e internacionales y el cual fue candidato al Oscar al mejor cortometraje de ficción en 1997.

## Reparto
- Leonardo Sbaraglia como Tomás
- Eusebio Poncela como Federico
- Mónica López como Sara
- Antonio Dechent como Alejandro
- Max von Sydow como Samuel
- Guillermo Toledo como Horacio
- Alber Ponte como Marido Sara
- Andrea San Vicente como Hija Sara
- Jesús Noguero como Cautivo 2
- Ramón Serrada como Cautivo 3
- Marisa Lull como Enfermera Planta
- Luis Mesonero como Gerard
- Pedro Beitia como Inspector
- Jaime Losada como Encargado
- Susana Lázaro como Cautiva
- Iván Aledo como Guardaespaldas
- Paz Gómez como Ana
- Marta Gil como Claudia
- Pere Eugeni Font como Engominado
- Ramón Esquinas como Pivote
- Chema de Miguel como Pelirrojo
- César Castillo como Jefe de Juego
- Flora María Álvaro como Jugadora
- José Olmo como Jugador 1
- Luis de León como Jugador Alto
- Francisco Sotelo como Jugador Perdedor Casino
- Patricia Castro como Empleada Aeropuerto
- Paco Churruca como Policía Carpa
- Adria Rauly como Policía Joven
- Fernando Albizu como Policía Mayor
- Mauricio Bautista como Policía Rubio
- Pablo Portillo como Policía Custodia 1
- Santiago Martínez como Policía Custodia 2

## Argumento
Federico (Eusebio Poncela) es un verdadero especialista en descubrir a personas tocadas con el don de la suerte que no pasa por un buen momento de su vida tras perder el trabajo que tenía en un casino a las órdenes de Sam ‘El Judío’ (Max Von Sydow), superviviente del Holocausto, y que este le arrebatara su fortuna. Ahora, sus deseos se centran en vengarse de este siniestro personaje y para ello contará con la complicidad -a veces involuntaria- de Tomás (Leonardo Sbaraglia), un atracador de bancos, único superviviente de un accidente aéreo y en el que Federico cree percibir las facultades que en él han desaparecido. En esta intrincada trama también se implica una agente de la Policía (Mónica López) que persigue al ladrón y también trata de expiar una culpa de su pasado que la atemoriza.

## Recepción
Rotten Tomatoes puntúa Intacto con un 72% y señala que su argumento es original." Metacritic la da un 59/100, indicando críticas mixtas.

## Localización de rodaje
La película fue rodada, entre otras localizaciones, en los distritos de Centro y Chamberí de la ciudad de Madrid, y en las islas canarias de Lanzarote y Tenerife .

## Premios
Medallas del Círculo de Escritores Cinematográficos de 2001
| Categoría         | Persona                 | Resultado |
| ----------------- | ----------------------- | --------- |
| Premio revelación | Juan Carlos Fresnadillo | Ganador   |
| Mejor montaje     | Nacho Ruiz Capillas     | Ganador   |